# Thelypteris arguta
Thelypteris arguta là một loài dương xỉ trong họ Thelypteridaceae. Loài này được Moxley mô tả khoa học đầu tiên năm 1920.
Danh pháp khoa học của loài này chưa được làm sáng tỏ. 